# Biskupi Islandii

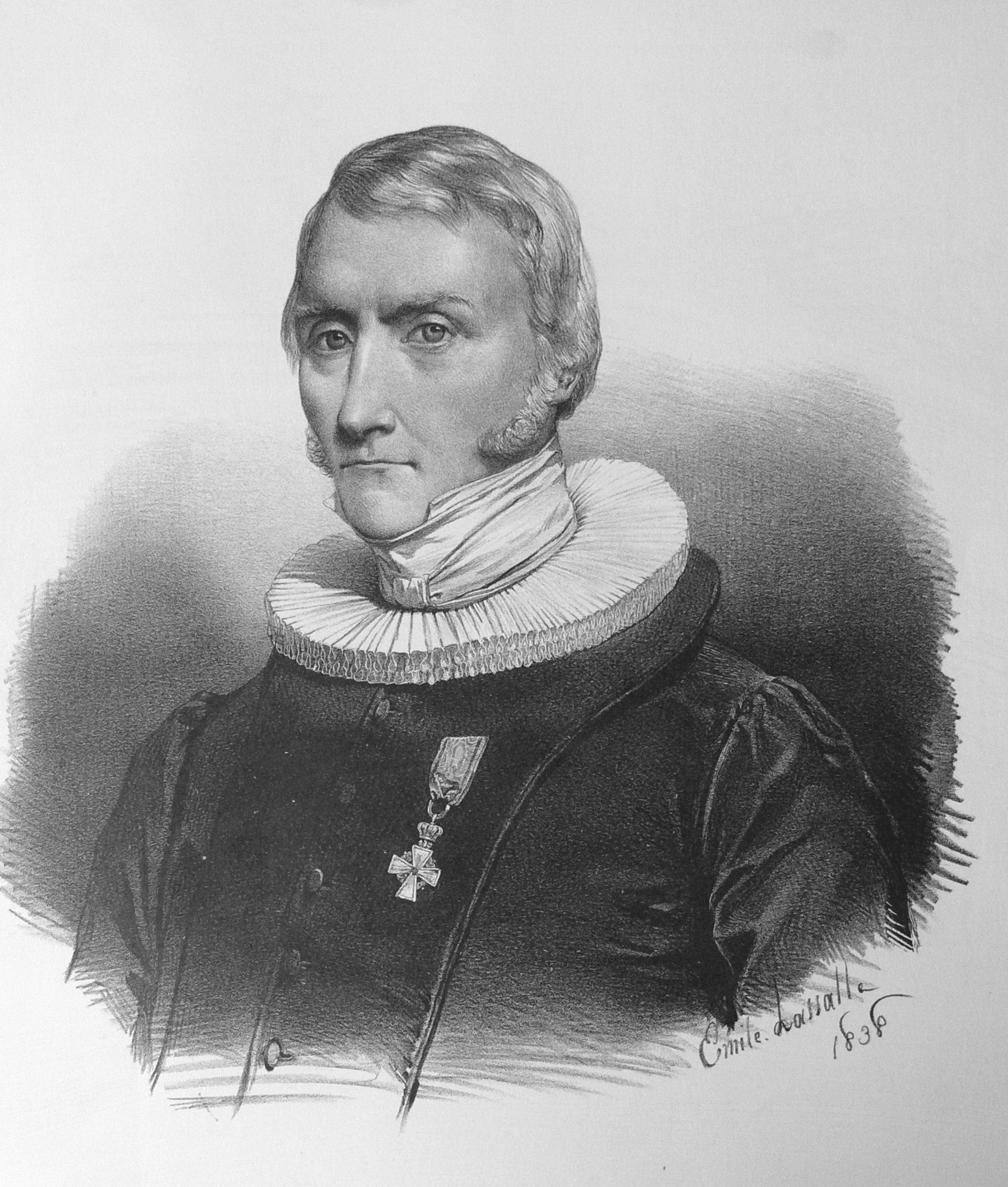
Steingrímur Jónsson, biskup Islandii 1824-1845

Luterańskie biskupstwo Islandii powstało w 1801 r. z połączenia dwóch diecezji: skálholckiej (południowa część wyspy) i hólarskiej (północna część). Diecezja jest jedyną diecezją Ewangelicko-Luterańskiego Kościoła Islandii. Biskupom Islandii podlegają dwaj biskupi pomocniczy (vígslubiskup), rezydujący w dawnych stolicach diecezjalnych: Skálholcie i Hólarze. 
Lista biskupów Islandii:
- 1801–1823: Geir Vídalín
- 1824–1845: Steingrímur Jónsson
- 1846–1866: Helgi G. Thordersen
- 1866–1889: Pétur Pétursson
- 1889–1908: Hallgrímur Sveinsson
- 1908–1916: Þórhallur Bjarnason
- 1917–1939: Jón Helgason
- 1939–1953: Sigurgeir Sigurðsson
- 1954–1959: Ásmundur Guðmundsson
- 1959–1981: Sigurbjörn Einarsson
- 1981–1989: Pétur Sigurgeirsson
- 1989–1997: Ólafur Skúlason
- 1998–2012: Karl Sigurbjörnsson
- 2012–2024: Agnes Sigurðardóttir
- od 2024ː Guðrún Karls Helgudóttir